# Resolutie 1488 Veiligheidsraad Verenigde Naties
Resolutie 1488 van de Veiligheidsraad van de Verenigde Naties werd op 26 juni 2003 unaniem aangenomen door de VN-Veiligheidsraad.

## Achtergrond
Na de Jom Kipoeroorlog kwamen Syrië en Israël overeen de wapens neer te leggen. Een waarnemingsmacht van de Verenigde Naties, de United Nations Disengagement Observer Force of UNDOF, moest op de uitvoer van de twee gesloten akkoorden toezien.

## Inhoud
De Veiligheidsraad:
- Heeft het rapport van de secretaris-generaal over de VN-waarnemingsmacht beschouwd en bevestigt ook resolutie 1308.

1. Roept partijen op onmiddellijk resolutie 338 uit 1973 uit te voeren.
2. Besluit het mandaat van de UNDOF met zes maanden te verlengen, tot 31 december 2003.
3. Vraagt de secretaris-generaal om tegen die tijd te rapporteren over de ontwikkelingen en de genomen maatregelen om resolutie 338 uit te voeren.

## Verwante resoluties
- Resolutie 1451 Veiligheidsraad Verenigde Naties (2002)
- Resolutie 1461 Veiligheidsraad Verenigde Naties
- Resolutie 1496 Veiligheidsraad Verenigde Naties
- Resolutie 1515 Veiligheidsraad Verenigde Naties

Lijst ·  1455 ·  1456 ·  1457 ·  1458 ·  1459 ·  1460 ·  1461 ·  1462 ·  1463 ·  1464 ·  1465 ·  1466 ·  1467 ·  1468 ·  1469 ·  1470 ·  1471 ·  1472 ·  1473 ·  1474 ·  1475 ·  1476 ·  1477 ·  1478 ·  1479 ·  1480 ·  1481 ·  1482 ·  1483 ·  1484 ·  1485 ·  1486 ·  1487 ·  1488 ·  1489 ·  1490 ·  1491 ·  1492 ·  1493 ·  1494 ·  1495 ·  1496 ·  1497 ·  1498 ·  1499 ·  1500 ·  1501 ·  1502 ·  1503 ·  1504 ·  1505 ·  1506 ·  1507 ·  1508 ·  1509 ·  1510 ·  1511 ·  1512 ·  1513 ·  1514 ·  1515 ·  1516 ·  1517 ·  1518 ·  1519 ·  1520 ·  1521